# Pokolvalcsel
Pokolvalcsel (románul: Vâlcele) település Romániában, Erdélyben, Hunyad megyében.

## Fekvése
Pusztakalántól délkeletre fekvő település.

## Története
Pokolvacsel, korábban Gonoszpatak, Gonoszfalu nevét 1360-ban említette először oklevél Gunazfolu írásmóddal. 1453-ban p. Jopathak et Gonozpathak, 1458-ban p. Jopathak, Gonozpathak, 1503-ban p. Pokolwalchal, 1524-ben p. Pokolwalcha (Jópatak. Ma Jó-Valcsel és Pokol-Valcsel), 1733-ban Pokol-Valcsal, 1750-ben Velcelele rele, 1760–1762 között Pokol Valcsel, 1805-ben Pokol Valtsel, 1808-ban Valcsél (Pokol-) ~ Pokolvaczal, 1861-ben Pokol-Valcsel, végül 1913-ban már Pokolvacsel alakban írták.
1453-ban Déva vár tartozékai közt sorolták fel. 1458-ban birtokosai a Brettyei, az Oláhbrettyei Pogány, az Ellyőfalvi Erdélyi, a Kolonity ~ Kolonityi Horvát, a Barcsai, a Márgai és a Szecseli ~ Szacsali családok voltak.
A trianoni békeszerződés előtt Hunyad vármegye Hátszegi járásához tartozott.

## Források

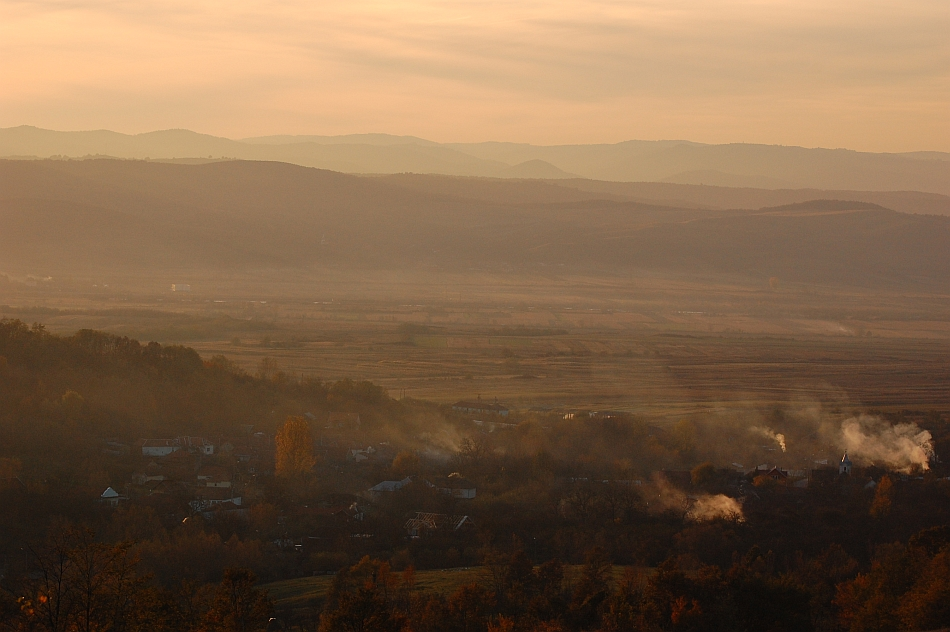
Pokolvalcsel látképe

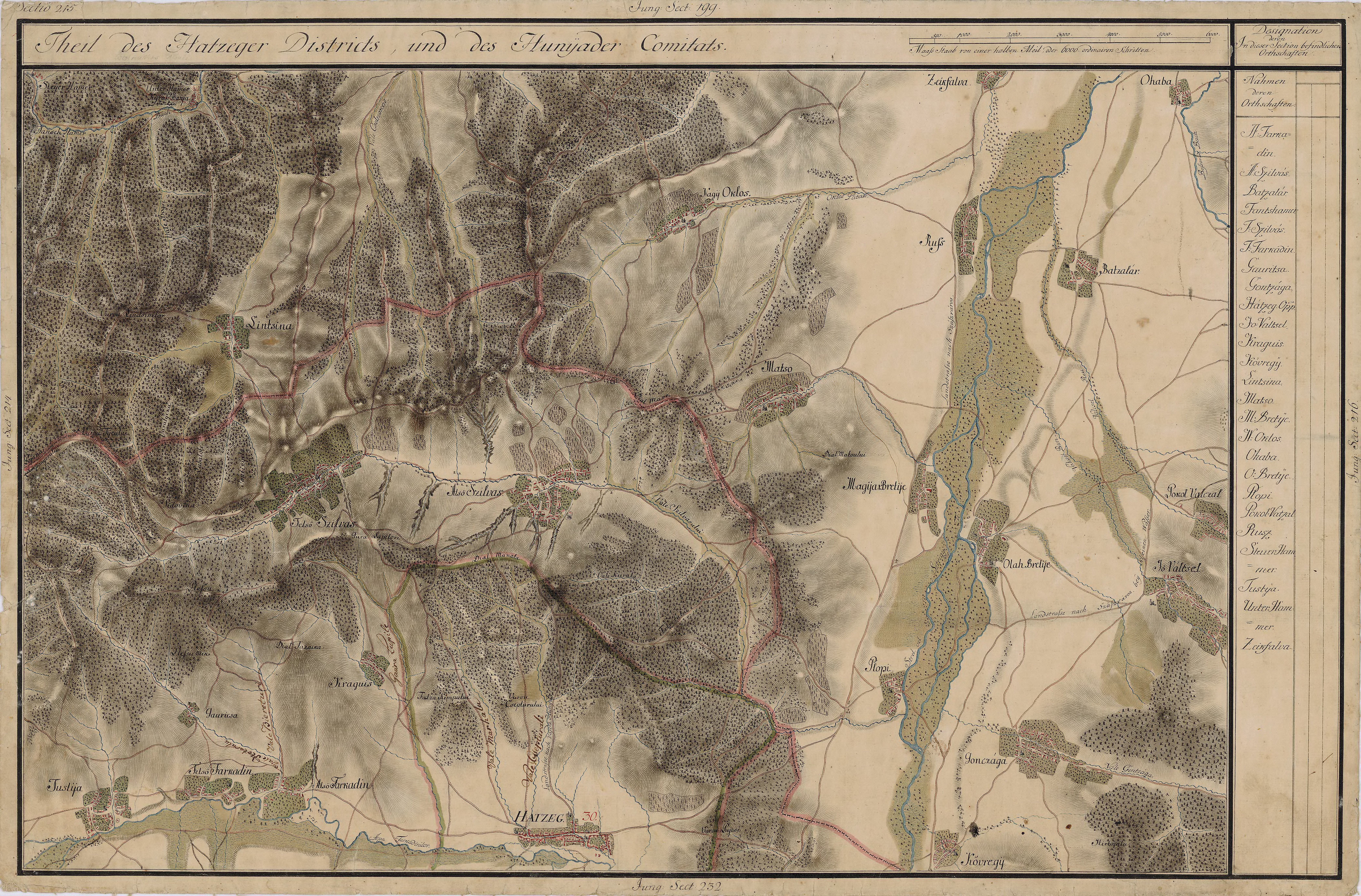
Pokolvalcsel egy régi térképen